# Цебрикове
Це́брикове (до 1919 року — хутір Цебрик, колонія Гофнунгсталь, нем. Hoffnungstal) — селище в Україні, у Роздільнянському районі Одеської області. Адміністративний центр Цебриківської селищної громади.
До 17 липня 2020 року було підпорядковане Великомихайлівському району, який був ліквідований.
Розташоване в північно-західній частині Причорноморської низовини.

## Історичні відомості
Станом на 1886 рік у німецькій колонії Гофнунгсталь (або Гоффнунгсталь, від нім. Hoffnungstal, Hoffnungsthal — долина сподівань), центрі Гофнунгстальської волості Тираспольського повіту Херсонської губернії, мешкало 2049 осіб, налічувалось 120 дворових господарств, існували лютеранська церква, школа, земська станція, 3 лавки, відбувались базари через 2 тижні по понеділках. За 7 верст — школа, лавка. За 10 верст — лютеранський молитовний будинок. За 12 верст — лютеранський молитовний будинок. За 16 верст — лютеранський молитовний будинок, школа, лавка.
У 1920-1950-х роках було райцентром Цебриківського району.
В 1951 році в результаті Радянсько-польського обміну ділянками територій на територію села було насильно переселено мешканців сіл Бистре, Лип'я, Михновець Стрілківського району і сіл Видрене, Дашівка, Дверничок, Поляна, Рівня, Росохате, Росолин, Середнє Мале, Скородне, Лобізва, Телешниця Ошварова, Устянова, Хміль Нижньо-Устрицького району Дрогобицької області (нині територія Польщі).

## Населення
1970 — 4 900 
1999 — 3300 
2001 — 2 934 
2018 — 2 804 
2019 — 2 806 
2020 — 2 777
2021 — 2 758

### Мова
Розподіл населення за рідною мовою за даними перепису 2001 року:
| Мова            | Кількість | Відсоток |
| --------------- | --------- | -------- |
| українська      | 2791      | 95.13%   |
| російська       | 90        | 3.07%    |
| румунська       | 35        | 1.19%    |
| болгарська      | 14        | 0.48%    |
| єврейська       | 1         | 0.03%    |
| вірменська      | 1         | 0.03%    |
| інші/не вказали | 2         | 0.07%    |
| Усього          | 2934      | 100%     |

## Відомі люди
- У 1899 році тут народився, державний і політичний діяч Третього Рейху — Георг Лейбрандт.
- У 1952 році тут народився російський державний діяч, міністр транспорту РФ — Левітин Ігор Євгенович.